# Xiaoguanjing
Xiaoguanjing (kinesiska: 小观井, 小观井苏木) är en socken i Kina. Den ligger i den autonoma regionen Inre Mongoliet, i den norra delen av landet, omkring 430 kilometer väster om regionhuvudstaden Hohhot.
Genomsnittlig årsnederbörd är 227 millimeter. Den regnigaste månaden är juni, med i genomsnitt 59 mm nederbörd, och den torraste är januari, med 1 mm nederbörd.